# Drosophila neoimmigrans
Drosophila neoimmigrans är en tvåvingeart som beskrevs av Gai och Krishnamurthy 1982. Drosophila neoimmigrans ingår i släktet Drosophila och familjen daggflugor.
Artens utbredningsområde är Indien.